# アウディ・S4
S4 (Audi S4) は、ドイツの自動車メーカーであるアウディが製造するスポーツセダン/ワゴンである。

## 初代 C4系（1992年 - 1994年）
「S4」は元々、100（C4系）の上級仕様に与えられた名称であった。C3系まで存在した200に代わるモデルとして1992年に登場し、ボディはセダンとアバント（ステーションワゴン）の2種類。2.2L 直列5気筒DOHCターボもしくは4.2L V型8気筒DOHCを縦置きで搭載し、クワトロ（四輪駆動）システムと組み合わせられた。
1994年、100が「A6」に名称を変更したのに伴い、本モデルの名称も「S6」に変更された。

## 2代目 B5系（1997年 - 2002年）
1997年発表。「S4」はA4をベースとした高性能モデルの名称として使用されることとなった。ボディはセダンとアバントの2種が設定され、エンジンは2.7L V型6気筒DOHCツインターボを縦置きで搭載する。
2000年にはさらなる高性能モデルとして、クワトロ社（現・アウディスポーツ）によるチューニングが施された「RS4」が追加された。

## 3代目 B6系（2002年 - 2005年）
2002年に発表。セダンとアバントのほかカブリオレも設定され、エンジンは縦置き4.2L V8 DOHCのみとなった。「RS4」は設定なし。

## 4代目 B7系（2005年 - 2008年）
2005年発表。先代同様のセダン、アバント、カブリオレが設定され、エンジンも縦置き4.2L V8 DOHCのみであった。先代B6で途絶えていた「RS4」はこの世代で復活。

## 5代目 B8系（2008年 - 2016年）
2008年発表。セダンとアバントが設定され、エンジンは縦置き3.0L V6 DOHC 直噴 スーパーチャージャーとなった。トランスミッションは7速Sトロニックで、ステアリングパドルが標準装備される。
駆動方式は前述のようにリアスポーツディファレンシャルを含めたクワトロシステムで、コーナリング時に左右後輪へのトルク配分を自在に変更して回頭性を高めている。同社で発売されたものの中で最初にこのシステムを搭載したのがS4である。
サスペンションはフロントが5リンク式、リアがトラペゾイダル式。フロントサスペンションにアルミパーツを多用することで軽量化を図っている。
日本での価格はセダンが791万円、アバントが809万円。

## 6代目 B9系（2017年 - ）
2016年発表。エンジンは3.0 L V型6気筒ガソリン直噴ターボに変更された。このエンジンは吸気バルブ早閉じによるミラーサイクルが採用されており、高い出力と燃費効率の向上を実現している。
トランスミッションはZF製トルクコンバータ式8速ティプトロニックが採用されている。55km/h以上で走行中、アクセルをOFFにするとクラッチを開放する、コースティングモードを搭載する。
駆動方式はクワトロ（4WD）を採用している。前後の基本トルク配分は40:60となり、走行状況や路面状態により最大でフロントに70％、リアに85％のトルク配分が可能となっている。後輪の左右で分配するトルク量を変更するリア・スポーツ・ディファレンシャルはオプション扱いとなる。
サスペンションはフロント、リア共に5リンク式が採用されている。鍛造アルミや高張力鋼板により軽量化が図られている。
安全装備としては、自動緊急ブレーキ、アダプティブクルーズコントロール、レーンキープアシスト、トラフィックジャムアシスト等を装備している。
セダンとアバントが設定されており、0-100km/h加速は、セダンが4.7秒、アバントが4.9秒となっている。

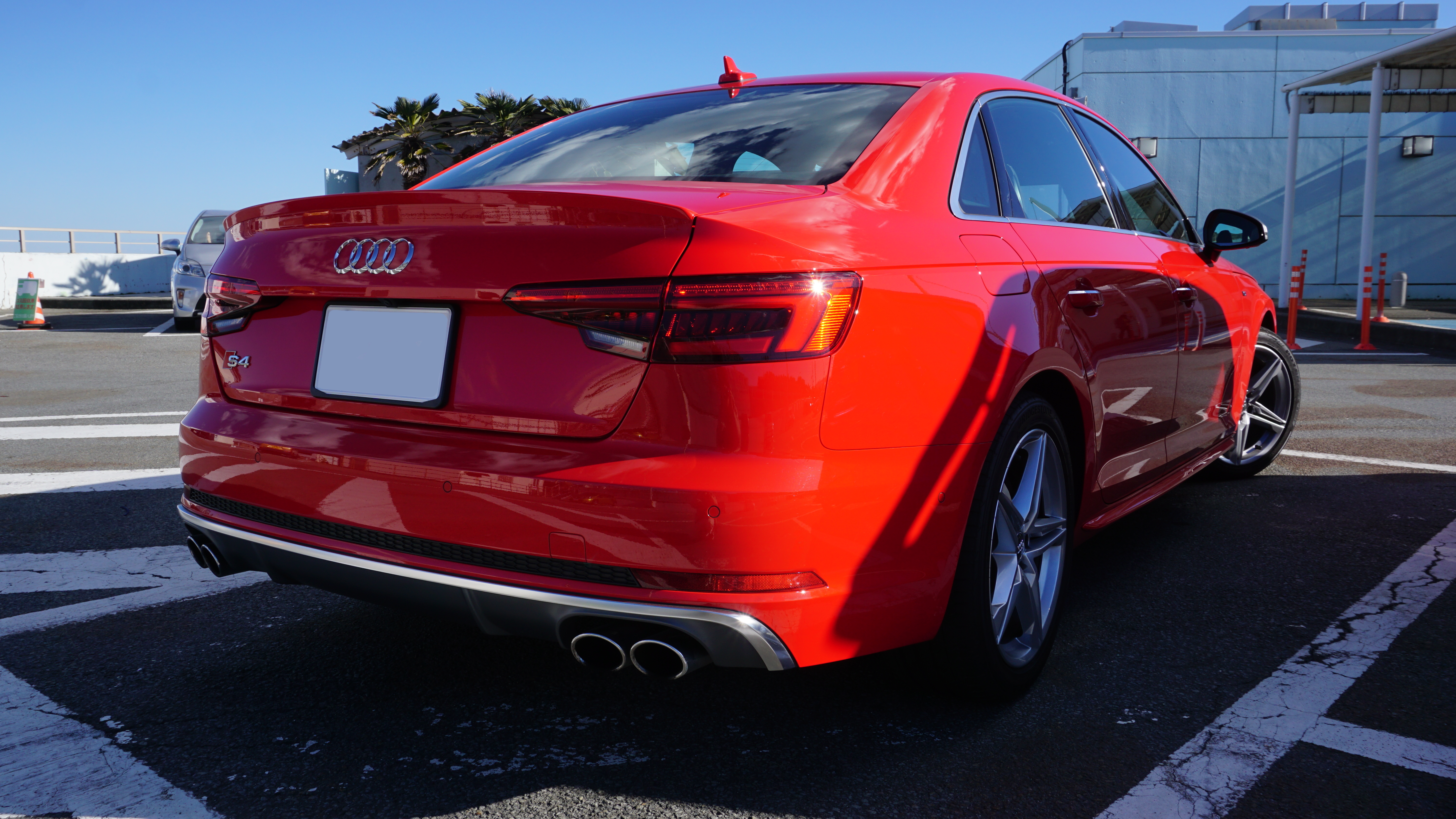
リア